# Phytoecia salvicola
Phytoecia salvicola là một loài bọ cánh cứng trong họ Cerambycidae.